# Ферябникова, Нелли Васильевна
Нелли Васильевна Ферябникова (в девичестве — Бильмайер) (род. 14 мая 1949, пос. Октябрьский, Воркута, Коми АССР, РСФСР, СССР) — советская баскетболистка, форвард, двукратная олимпийская чемпионка, двукратная чемпионка мира и 5-кратная чемпионка Европы. Заслуженный мастер спорта СССР (1971) и заслуженный тренер России. Из семьи ссыльных немцев. Рост — 194 см.
Окончила Московский технологический институт (1976), инженер-экономист.

## Биография
Родилась в шахтерском поселке Октябрьский, в 12 километрах от Воркуты. Отец — Василий Иванович, родился в Донецкой области под Мариуполем, мать — Эльвира Федоровна, происходила родом из города Энгельса Саратовской области. Родители как этнические немцы были сосланы под Воркуту в годы Великой Отечественной войны. Была старшей из 3-х детей в семье.
Училась в школе № 4, занималась музыкой. Уже в начальных классах была высокого роста и по рекомендации школьных учителей физкультуры стала заниматься баскетболом. На соревнованиях в Сыктывкаре ее заметил председатель республиканской федерации баскетбола, судья всесоюзной категории Александр Романович Несанелис и познакомил с государственным тренером РСФСР Константином Травиным. Травин, в свою очередь, рассказал о ней основателю и тренеру ногинского «Спартака» Давиду Берлину. Берлин в Москве устроил ее в институт бытового обслуживания, который относился тогда к «Спартаку».
Выступала за «Спартак» (Московская область) (1967—1982).
Вскоре получила вызов в сборную СССР. По итогам первенства Европы среди девушек 1967 года в Италии получила звание мастера спорта. В том же году стала бронзовым призером IV Спартакиады народов СССР; через год — вошла во «взрослую» сборную СССР и в 1970 году стала победительницей чемпионата Европы.
В 1971 году стала серебряным призером V Спартакиады народов СССР, и по ее итогам — заслуженным мастером спорта СССР, а в Сан-Паулу (Бразилия) завоевала титул чемпионки мира, став третьей в сборной по количеству набранных очков (в среднем 10,6 очков за игру). В 1973 году стала победительницей Всемирного баскетбольного фестиваля в Перу — «Первого Всемирного фестиваля баскетбола» — турнира девяти мужских и женских команд, прошедший под эгидой ФИБА.
В 1976 году стала олимпийской чемпионкой, а в 1980 году повторила этот успех.
По окончании карьеры, с 1982 года — тренер «Спартака».
С 1972 года замужем за московским баскетболистом Вячеславом Ферябниковым. Дети — сын (Владимир, рост 215 см, игрок «Динамо») и дочь — тоже посвятили свою жизнь баскетболу.
Как репрессированная реабилитирована 30 мая 1997 года.

## Достижения
- Чемпионка ОИ 1976, 1980
- Чемпионка мира 1971, 1975
- Чемпионка Европы 1970, 1972, 1974, 1976, 1978
- Чемпионка СССР 1978
- Серебряный призёр чемпионатов СССР 1968, 1969, 1976, 1979-82
- Бронзовый призёр чемпионатов СССР 1967, 1970, 1975, 1977
- Серебряный призёр V (1971) и VI (1975), бронзовый — IV (1967) и VII (1979) Спартакиад народов СССР.
- Обладательница Кубка СССР 1973.
- Чемпионка Универсиад 1973, 1977
- Обладательница Кубка Лилиан Ронкетти 1977, 1981
- Награждена орденами «Знак Почета», Дружбы народов, орденом Почета (2006).

## Источник
Генкин, З. А. Баскетбол: Справочник / Авт.-сост. З. А. Генкин, Е. Р. Яхонтов. — М.: Физкультура и спорт, 1983. — 224 с.